# Architrypethelium uberinum
Architrypethelium uberinum är en svampart som först beskrevs av Fée, och fick sitt nu gällande namn av Aptroot. Architrypethelium uberinum ingår i släktet Architrypethelium och familjen Trypetheliaceae.   Inga underarter finns listade i Catalogue of Life.